# Rudolf Peyer
Rudolf Peyer (* 2. März 1929 in Olten; † 4. November 2017 in Reinach BL) war ein Schweizer Schriftsteller und Übersetzer.

## Leben
Rudolf Peyer ging in Olten zur Schule und besuchte von 1945 bis 1949 das Lehrerseminar in Solothurn. Nach zweijähriger Tätigkeit als Lehrer studierte er Deutsch, Geschichte, Psychologie und romanische Sprachen in Innsbruck, Zürich, Basel, Florenz und Paris. Dort begann 1957 seine Freundschaft mit Paul Celan. Er war für einige Zeit Mitglied des «Théâtre d’Animation» und nahm an einer Tournee durch Skandinavien teil, wobei er in Stockholm Nelly Sachs kennen lernte, mit der er später einen intensiven Briefwechsel führte. Ab 1961 war er Lehrer an mexikanischen Schulen, unter anderem an der deutschen Schule «Alexander von Humboldt». Von 1965 an war er in der Schweiz als Lehrer tätig. Ausgedehnte Reisen und Aufenthalte führten ihn nach Nordafrika sowie Nord- und Südamerika; insgesamt verbrachte er zwanzig Jahre im Ausland, wo auch manche seiner Bücher erschienen, zum Beispiel die Cinco poemas de amor. Der Autor war unter anderem als Übersetzer tätig, er erhielt zahlreiche Schweizer Literaturpreise und seine Texte wurden in sieben Sprachen übersetzt. Er unternahm (unter anderem im Auftrag der Schweizer Kulturstiftung Pro Helvetia) Lesetourneen in Lateinamerika. Peyer lebte zeitweise in Spanien und zuletzt in Reinach BL.

## Literarisches Wirken
In Rudolf Peyers Werk befindet sich kein Roman; er schrieb Erzählungen und Lyrik. Manche Formen seiner Kurzprosa sind mit der seines Landsmannes Peter Bichsel vergleichbar, die Themen sind meist andere. Viele Motive sind aus seinen Aufenthalten in Lateinamerika entstanden. In seinen mexikanischen Notizen Bis unter die Haut (1976) wird die «Unmittelbarkeit des Verhältnisses von Mensch und Natur umkreist». Die Grenzen zwischen Leben und Tod scheinen sich in diesen Prosastücken zu verwischen.
Sein letztes Buch trägt den Titel Störfälle (2004). Die Texte sind keiner literarischen Gattung zuzuordnen; sie sind eine Kombination aus Aphorismus und Gedicht, der Buchuntertitel lautet „Aphorismen, Gedanken, Sprüche“. Bereits 1979 hatte der Autor begonnen, «kritische Befunde aus den verschiedensten gesellschaftlichen Bereichen zu sammeln und zu konzisen Miniaturen zu komprimieren.» Peyer schrieb, dass die moderne Zivilisation eine «Welt von Störfallen» sei, von denen er einige aufgeschrieben habe: «Ausgefallenes, Massloses, Allgemeinverbindliches, Sinnloses, Unsinniges, Provokatives, Imaginäres, Privates, Wirkliches, Surreales, Hervorragendes, Ungeheures.»

## Zitate
Liebesgedicht im Winter

„Dir / noch einmal / die Augenbrauen / nachziehen mit Kohle / damit ein Horizont sei / über soviel / Leere.“

Alternative

„Mit ungeschriebenen Gedichten / das Gehör schärfen / für Lerchenlieder / im Winter.“

## Werke
- Gleich nebenan. Geschichten. Artemis, Zürich und München 1974. ISBN 3-7608-0372-5
- Bis unter die Haut. Mexikanische Notizen. Artemis, Zürich und München 1976. ISBN 3-7608-0404-7
- als Herausgeber: Mexiko erzählt. Von den Maya und Azteken bis zur Gegenwart. Erdmann, Tübingen und Basel 1978. ISBN 3-7711-0294-4
- Windstriche. Gedichte und lyrische Prosa. Artemis, Zürich und München 1979. ISBN 3-7608-0512-4
- Steinschrift. Gedichte und lyrische Prosa. Artemis, Zürich und München 1983. ISBN 3-7608-0611-2
- Abende mit Engelhardt. Geschichten. Artemis, Zürich und München 1986. ISBN 3-7608-0684-8
- Mit Haut und Haar. Liebes- und erotische Gedichte. Buchpresse Gerlafingen, Gerlafingen 1989. ISBN 3-905212-01-3
- Augenmass. Gedichte und lyrische Prosa. Artemis, Zürich und München 1990. ISBN 3-7608-1038-1
- Mexiko erzählt. Von den Maya und Azteken bis zur Gegenwart. Veränderte Neuauflage. Diederichs, München 1992. ISBN 3-424-01133-9
- als Herausgeber: Inkaländer erzählen. Peru, Bolivien, Ecuador. Diederichs, München 1993. ISBN 3-424-01193-2
- Cuerpo a Cuerpo / Mit Haut und Haar. 100 poemas de amor en 40 anos  / 100 Liebesgedichte aus 40 Jahren. Zweisprachig. Editora Abril, La Habana (Cuba) 2002
- Störfälle. Nimrod, Zürich 2004. ISBN 3-907149-25-4